# Vicente Manterola
Vicente de Manterola y Pérez (San Sebastián, Guipúzcoa, 22 de enero de 1833 - Alba de Tormes, Salamanca, 24 de octubre de 1891) fue un sacerdote, político y escritor español.

## Biografía
Hizo sus primeros estudios en su ciudad natal, y a los trece años ingresó en el Seminario de Pamplona. Cuando cursaba quinto año de Teología, obtuvo por oposición un beneficio en la iglesia parroquial de Irún. En 1856 dio cursos gratuitos de latín, historia y retórica en el Instituto de su ciudad natal, y siendo aún diácono, el prelado de su diócesis le concedió licencia para predicar. Al restablecer la enseñanza en los Seminarios, pasó al de Toledo y luego al de Salamanca, hasta obtener el grado de doctor en Teología. 
En el curso 1858-59 explicó en el Seminario de Pamplona las asignaturas de perfeccionamiento del latín y castellano, retórica, poética y elementos de la lengua griega, encargándose de 1859 a 1861 de las asignaturas que ya anteriormente había explicado en el Instituto de San Sebastián. 
En 1861 obtuvo por oposición una prebenda magistral en Pamplona, y el mismo año fue nombrado secretario del obispo de Calahorra, señor Monescillo. En 1862 hizo oposiciones, y fue aprobado a la prebenda lectoral de Toledo y poco después a la magistral de Vitoria, de la que tomó posesión siendo entonces nombrado administrador económico (ecónomo) de aquella diócesis.
En 1866 fundó en Vitoria la revista El Semanario Católico, en la que se dio a conocer como escritor notable y temible polemista. Cuando estalló la revolución de 1868, Manterola, que simpatizaba entonces con la causa carlista, fue llamado a Madrid por el ministro de Gracia y Justicia, quien le ordenó que fijase su residencia en la capital de la nación para poder así vigilarle de más cerca, hasta que, elegido diputado al año siguiente, recobró su libertad de acción. El gobierno entonces le ofreció, sin duda para atraerlo, un obispado que Manterola rehusó, y bien pronto se dio a conocer en el Congreso como uno de los mejores oradores políticos de la época. Su primer discurso, en el que combatió la totalidad del proyecto de Constitución, fue justamente considerado como una obra maestra de la oratoria parlamentaria y, a partir de entonces, su celebridad no hizo más que aumentar. 
Son famosas sus contiendas con Castelar, en las que el poco antes modesto sacerdote supo a veces mostrarse digno de su contendiente. Al mismo tiempo conspiraba abiertamente en favor del carlismo, y en 1869 se trasladó a Francia para entrevistarse con don Carlos. Al fracasar el levantamiento carlista de 1870, Manterola marchó a San Juan de Luz, donde a la sazón residía una junta encargada de preparar un nuevo movimiento, y fue designado para la presidencia de la misma, y aunque recibió una carta de don Carlos ordenándole que la disolviera, no lo hizo así y aun logró convencer al duque de Madrid de la conveniencia de que dicha junta siguiese funcionando.
En abril de 1870 asistió a la reunión celebrada en Vevey (Suiza) y luego tomó una parte muy activa en los trabajos preparatorios de la nueva guerra civil recaudando fondos y uniéndose a don Carlos, como este le ordenó y entrando con él en España el primero de mayo de 1872. Volvió a Francia por orden de su jefe, y al fracasar aquella intentona, trató de ocultar a don Carlos, pero, hecho preso, fue trasladado a París, donde continuó trabajando por la causa que con tanto entusiasmo había abrazado. Visitó luego a algunos significados católicos belgas e ingleses para imponerles del movimiento que sus correligionarios españoles proyectaban, entró en relaciones con arzobispos de Westminster y de Malinas, y se hizo sospechoso a la junta carlista, si bien luego se reconcilió con ella hasta el punto de que el propio Carlos le dio, después de haberle albergado en su casa, una carta para que la entregase al Papa.
En Roma hizo una activa propaganda a favor del carlismo y poco después su jefe le nombró auditor general del vicariato castrense, y en 1874 vicario general interino. Luego, y hasta la conclusión de la guerra, residió en Vergara, donde, al mismo tiempo que cuidaba de los heridos y enfermos, atendía a sus discípulos del Seminario. A la conclusión de la guerra se exilió a Francia y a Roma, y no tardó en ser comprendido en un indulto que le permitió regresar a su patria y prestar juramento a Alfonso XII, pero no le devolvieron su canonjía de Vitoria. Obtuvo la parroquia de San Andrés en Madrid, poco después ganó la canonjía de Málaga, luego la de Sevilla, y, por fin, la de Toledo.

## Obras
Manterola fue un orador elocuentísimo, que se distinguió igualmente en la cátedra sagrada que en la tribuna parlamentaria, y de su mérito y erudición como escritor dan idea las obras tituladas:
- Ensayo sobre la tolerancia religiosa de España en la segunda mitad del siglo XIX, Calahorra, 1862
- Discurso pronunciado en la insigne Iglesia Colegial de Santa María de la Redonda de Logroño el 11 de julio de 1862, Logroño, 1862
- Sermón que en la solemnísima función religiosa que como anuales cultos dedica la muy noble y muy leal provincia de Alava a su Patrono San Prudencio, pronunció el Dr. D. Vicente Manterola, Predicador de Su Majestad y Canónigo Magistral de la Santa Iglesia Catedral de Vitoria, en presencia del Sr. Diputado y Juntas Generales de dicha provincia en la villa de Villareal, Vitoria, Hijos de Manteli, 1865
- La Virgen Madre. Folleto de actualidad de propaganda católica en que se vindica la perpetua virginidad de la Santísima Madre de Dios de los violentos ataques de la impiedad contemporánea, Vitoria, Sanz y Gómez, 1869
- El Apostolado de Roma. Su influencia benéfica desde el punto de vista social y político y social, o sea Vindicación del poder extraordinario de los Padres de la Edad media, Vitoria, Sanz y Gómez, 1869
- Manual de controversia con los Protestantes, Vitoria, Sanz y Gómez, 1869
- Discurso pronunciado el 12 de abril de 1869 y rectificaciones en los días 13 y 14 del mismo tomadas del Diario de sesiones Vitoria, Sanz y Gómez, 1869
- Don Carlos o el Petróleo, Madrid, Pérez Dubrul, 1871
- El espíritu carlista, Madrid, Pérez Dubrul, 1871
- Don Carlos es la civilización, Madrid, Pérez Dubrul, 1871
- El Satanismo o sea la cátedra de Satanás combatida desde la Cátedra del Espíritu Santo. Refutación de los errores de la escuela espiritista, Barcelona, Espasa y Salvat, 1879
- Afirmaciones católicas, Madrid, José del Ojo y Gómez, 1884.
- El celibato eclesiástico.
- Unidad religiosa en España, sus ventajas bajo el punto de vista político, religioso y social, serie de estudios publicados en el Semanario Católico.